# Aptenocanthon winyar
Aptenocanthon winyar е вид твърдокрило насекомо от семейство Листороги бръмбари (Scarabaeidae). Видът е незастрашен от изчезване.

## Разпространение
Разпространен е в Австралия (Куинсланд).